# Petäjälampi (sjö i Lappland, lat 66,12, long 27,28)
Petäjälampi är en sjö i Finland. Den ligger i kommunen Ranua i landskapet Lappland, i den norra delen av landet, 700 km norr om huvudstaden Helsingfors. Petäjälampi ligger 193,2 meter över havet. Arean är 33,5 hektar och strandlinjen är 2,62 kilometer lång. Sjön  ingår i Simo älvs huvudavrinningsområde. 